# سیدی الکساندرو
سیدی الکساندرو (انگلیسی: Sadie Alexandru؛ زادهٔ ۲ دسامبر ۱۹۷۷) یک هنرپیشه، و مدل اهل ایالات متحده آمریکا است.
او در فیلم اسب‌های شکسته بازی کرده است.